# Tropaeolum wagnerianum
Tropaeolum wagnerianum är en krasseväxtart som beskrevs av Karst. Tropaeolum wagnerianum ingår i släktet krassar, och familjen krasseväxter. Inga underarter finns listade i Catalogue of Life.

## Bildgalleri

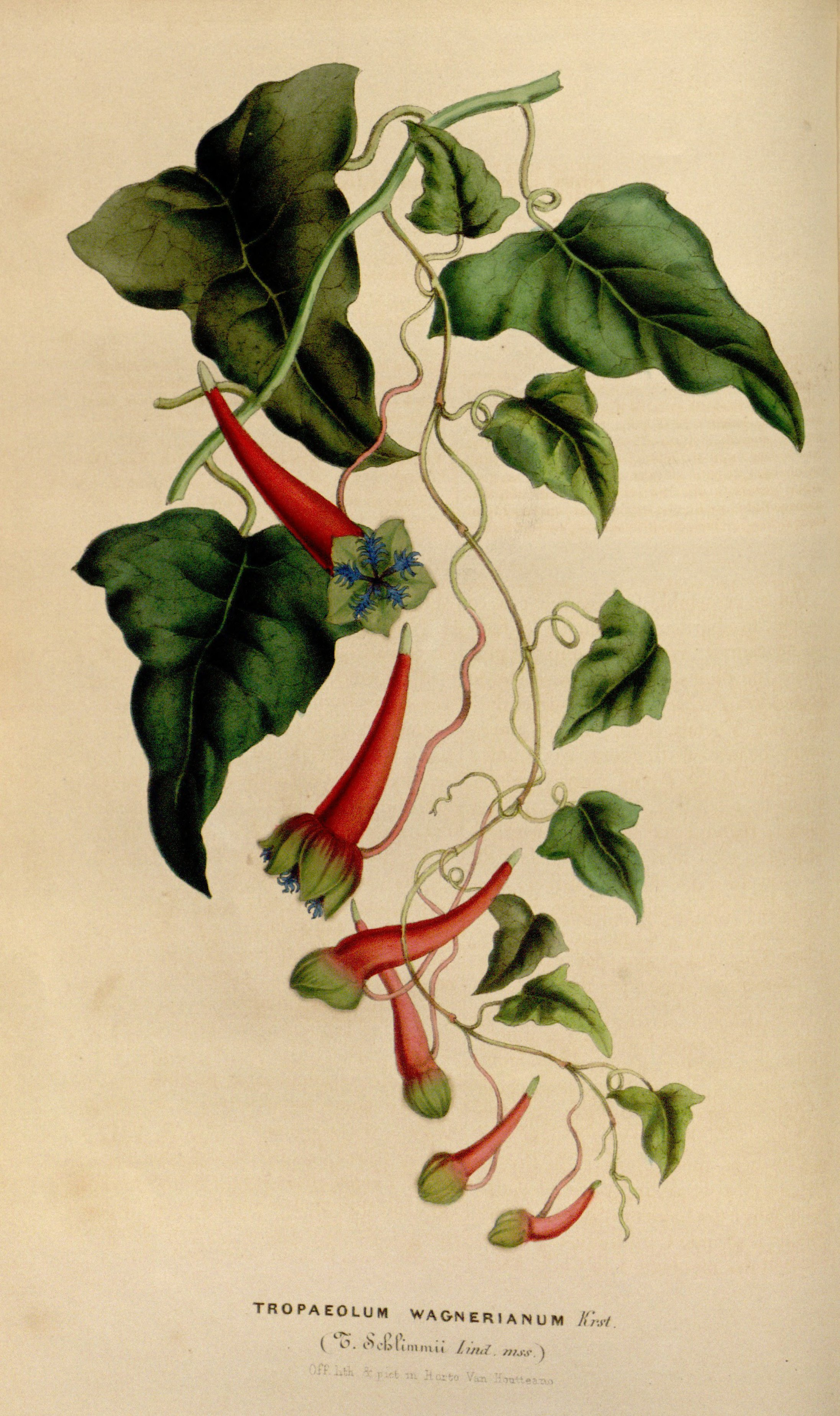